# 莫爾達西夫河
莫爾達西夫河（羅馬化：Mordasiv）是烏克蘭的河流，位於該國西南部文尼察州，屬於基布利奇河的右支流，流經海辛區，河道全長5公里，河畔城鎮有博爾蘇基。